# Cynosurus cristatus
Crételle des prés
Espèce
Synonymes
- Cynosurus cristatus f. pratensis (Opiz) Soó[1]
- Cynosurus neglectus Opiz[1]
- Cynosurus spiralis Lojac.[1]
- Phleum cristatum (L.) Scop.[1]

Cynosurus cristatus, la crételle des prés, est une espèce de plantes monocotylédones  de la famille des Poaceae (graminées), sous-famille des Pooideae, originaire d'Afrique du Nord, d'Europe et d'Asie occidentale. 
C'est une plante herbacée vivace, cespiteuse dont la tige (chaume) est dressée ou géniculée ascendante et aux inflorescences en panicules spiciformes. 
C'est une espèce commune dans les prairies fraîches un peu partout en France mais considérée comme étant d'un intérêt médiocre par les éleveurs. 

## Description

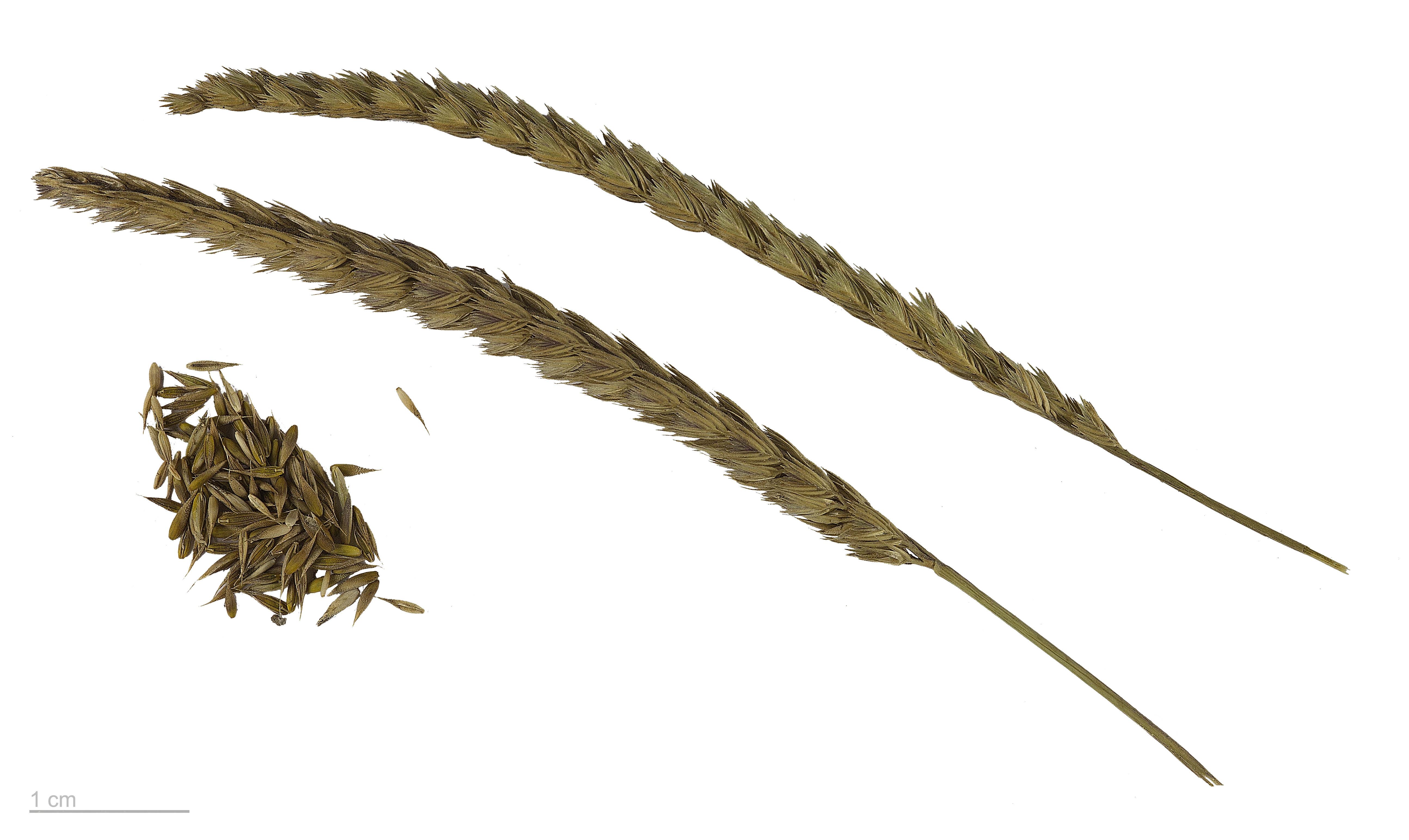
Panicules et épillets à maturité (semences).

De hauteur variant entre 20 et 80 cm, ses feuilles sont larges de 2 à 4 mm.
Elle fleurit en juin - juillet et les inflorescences sont étroites (de 5 à 10 cm de long). Les épillets stériles forment comme des peignes en face des épillets fertiles.
C'est une espèce diploïde qui compte 14 chromosomes (2n = 2x = 14).

## Distribution  et habitat
L'aire de répartition originelle de Cynosurus cristatus se situe autour du bassin méditerranéen : Afrique du Nord, Asie occidentale et Europe.
L'espèce se rencontre sur les bords de routes, à l'orée des forêts, dans les champs cultivés où elle est souvent une plante adventice.
Elle a été introduite dans certains pays à climat tempéré, notamment en Amérique du Nord (États-Unis) et en Australasie (Nouvelle-Zélande), comme plante fourragère ou plante à gazon, et s'y est parfois naturalisée.

## Liste des variétés
Selon Tropicos (30 mars 2018) :
- Cynosurus cristatus var. tenuissimus Schur